# Anders Gustaf Forsberg (organist)
Anders Gustaf Forsberg, född 18 november 1798 i Kung Karls socken, Västmanlands län, var en svensk tonsättare och organist.

## Biografi
Anders Gustaf Forsberg föddes 18 november 1798 på Bollytorp i Kung Karls socken, Västmanlands län. Han var son till trädgårdsmästaren Carl Forsberg och Anna Stina Axberg, Han flyttade 1822 till kvarter Järnplåten 13 i Klara församling, Stockholm och han arbetade då som vikarierande organist. Han tog organistexamen 1824. Forsberg arbetade mellan 1824 och 1825 som organist i Tyska kyrkan, Stockholm, Tyska S:ta Gertruds församling.

## Verk

### Piano
- Polonesse i E-dur för piano. Publicerad 1819 i Musikaliskt Tidsfördrif som nummer 18/20.[8]